# Disulfure d'hafnium
Le disulfure d'hafnium, ou sulfure d'hafnium(IV), est un dichalcogénure inorganique semiconducteur de formule chimique HfS2. Il se présente sous la forme d'un solide brun-pourpre cristallisé dans le système trigonal avec le groupe d'espace P3m1 (no 164). Souvent décrite comme rhomboédrique, sa structure cristalline en feuillets est constituée de couches d'hafnium prises en sandwich entre deux couches de soufre en coordination octaédrique. La liaison entre les atomes d'hafnium et de soufre est forte tandis que celle entre atomes de soufre liant les feuillets est faible, ce qui donne au matériau massif des propriétés lubrifiantes semblables à celles du disulfure de molybdène MoS2. Il peut être obtenu en faisant réagir de l'oxyde d'hafnium(IV) HfO2 avec du disulfure de carbone CS2 à une température de 1 300 à 1 400 °C :
HfO2 + CS2 ⟶ HfS2 + CO2.
Quelques couches atomiques de ce matériau peuvent être exfoliées par ruban adhésif, comme avec le graphène, et utilisées pour produire des transistors à effet de champ. On a également pu obtenir des rendements élevés de disulfure d'hafnium par exfoliation en phase liquide de paillettes stables formées de quelques couches atomiques de HfS2. Une monocouche atomique de disulfure d'hafnium aurait théoriquement une largeur de bande interdite de 1,2 eV et une mobilité électronique de 1 800 cm2/(V·s).

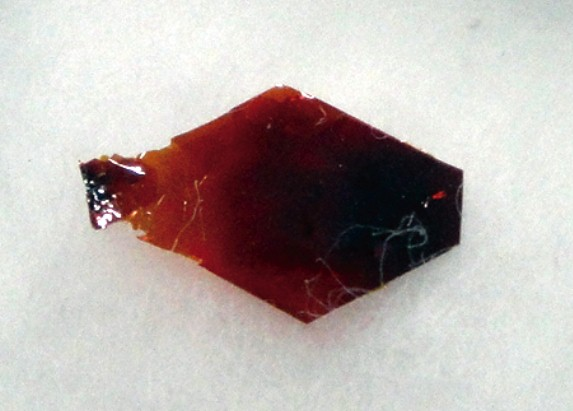
Disulfure d'hafnium.